# Viettel Tanzania
Công ty TNHH Viettel Tanzania, tên kinh doanh là Halotel, là một công ty truyền thông di động cung cấp dịch vụ nói chuyện điện thoại, nhắn tin, dữ liệu và các dịch vụ tập trung ở Tanzania. Công ty này thuộc sở hữu của Viettel, một công ty đầu tư từ Việt Nam vào thị trường viễn thông ở một số quốc gia trên thế giới. Công ty đã đầu tư lên tới 1 tỷ USD vào thi trường viễn thông Tanzania. Công ty này là công ty đầu tiên ở Tanzania được phép đặt cáp quang riêng và đã đặt hơn 18.000 km sợi cáp quang, cung cấp tất cả 26 khu vực dịch vụ của Tanzania.
Thị trường viễn thông Tanzania là một trong những thị trường cạnh tranh nhất châu Phi và Tanzania có hơn 71% thâm nhập điện thoại di động. Công ty có mục đích tận dụng việc cung cấp bảo hiểm phạm vi rộng khắp càng nhanh càng tốt và công ty cho biết sẽ sớm vượt qua 81% diện tích đất nước sớm hơn so với bất kỳ nhà cung cấp dịch vụ nào.

## Lịch sử
Halotel được ra mắt vào tháng 10 năm 2015 và được triển khai tại tất cả 26 vùng của Tanzania. Đây là khoản đầu tư thứ tư của Viettel vào châu Phi sau Movitel, Lumitel và Nexttel tại Mozambique, Burundi và Cameroon. Viettel bắt đầu đầu tư vào quốc gia này trong năm 2011 và lên kế hoạch đầu tư 736 triệu USD sau khi tổng thống Jakaya Kikwete có chuyến thăm cấp nhà nước đến Việt Nam. Mục tiêu của chính phủ là khuyến khích kết nối di động ở nông thôn ở nước này và chính phủ thấy phù hợp để tăng cạnh tranh bằng cách cho phép Viettel hoạt động trong nước.
Sự gia nhập của Viettel cũng cho thấy sự tự do hóa của lĩnh vực truyền thông, nơi mà chính phủ cho phép các công ty tư nhân đặt cáp quang của riêng họ. Công ty đã hứa sẽ kết nối một số tổ chức công cộng trên khắp đất nước với mạng cáp quang và kết nối hơn 1500 làng với mạng lưới viễn thông mà trước đây không được phục vụ. Công ty cũng đã cố gắng hợp tác với công ty TNHH cung cấp điện Tanzania (TANESCO) để sử dụng cột điện của TANESCO để lắp ăng-ten, tuy nhiên, do chi phí cao nên kế hoạch này đã bị hủy bỏ.
Công ty đã thành công trong việc có giấy phép hoạt động dịch vụ tiền tệ di động HALOPESA để giúp công ty cạnh tranh với các nhà khai thác khác của Tanzania.

## Tập đoàn Viettel

Bản đồ các quốc gia có đầu tư của Viettel

| Châu Phi   | Châu Phi | Châu Mỹ    | Châu Mỹ | Châu Á    | Châu Á  |
| ---------- | -------- | ---------- | ------- | --------- | ------- |
| Burundi    | Lumitel  | Haiti      | Natcom  | Campuchia | Metfone |
| Cameroon   | Nexttel  | Perú       | Bitel   | Lào       | Unitel  |
| Mozambique | Movitel  |            |         | Myanmar   | Mytel   |
| Tanzania   | Halotel  | Đông Timor | Telemor |           |         |
|            |          | Việt Nam   | Viettel |           |         |